# Wasserburg Höringhausen
Die Wasserburg Höringhausen ist eine abgegangene Wasserburg in Höringhausen, einem Stadtteil von Waldeck im nordhessischen Landkreis Waldeck-Frankenberg.

## Geschichte
Es ist nicht bekannt, wann und von wem die Burg erbaut wurde. Höringhausen war im Besitz der Grafen von Ziegenhain, die den Ort 1314 den Herren von Itter zu Lehen übergaben. Zu diesem Zeitpunkt wurde die Burg erstmals urkundlich erwähnt. Im Jahr 1357 kamen Ort und Burg durch einen Vertrag zwischen dem Erzbistum Mainz und der Landgrafschaft Hessen in hessischen Besitz. Ab 1383 waren diese Besitzungen und die halbe Herrschaft Itter dann im Pfandbesitz der Herren Wolff von Gudenberg. Diese gaben das Pfand an Burg und Dorf noch im gleichen Jahr weiter an die Herren von Eppe und später an die Herren von Cratzenstein. 

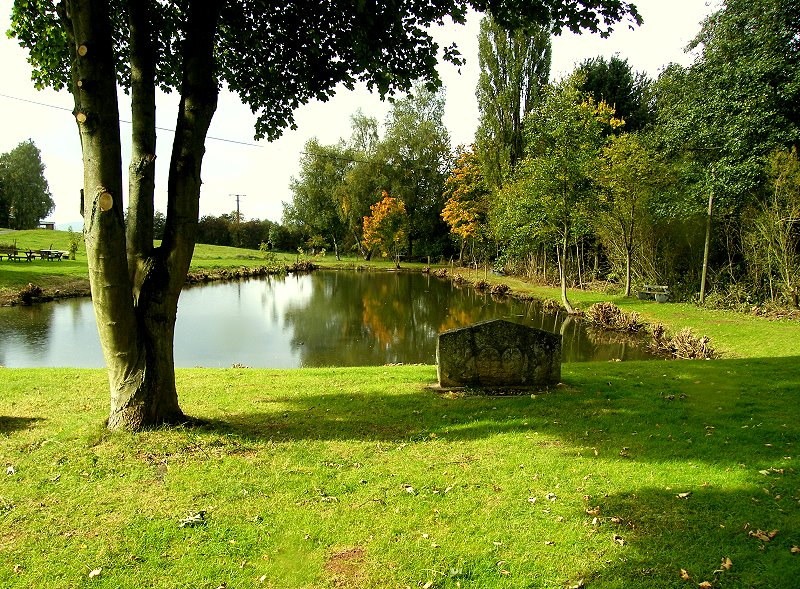
Standort der ehem. Wasserburg

Letztmals wurde die Burg um 1500 urkundlich erwähnt. Danach scheint sie allmählich verfallen zu sein. Der Keller war 1910 noch vorhanden und wurde als Eiskeller genutzt. Heute erinnern nur noch der Wappenstein und der Teich an die Burg. Der Wappenstein stammt von dem 1971 abgebrochenen Torbogen des zur Burg gehörenden Gutshofs. Die Wappen auf dem Stein sind die der Adelsgeschlechter „Wolff von Gudenberg“ und „von Schachten“.
Anmerkung:
Höringhausen war eine Hessen-Darmstädtische Enklave mitten im Gebiet der Grafschaft und des späteren Fürstentums Waldeck. Der Ort kam 1866 zu Preußen und nach Waldecks Anschluss an Preußen zum Kreis des Eisenbergs.